# Gimnazija
Gimnazija je općeobrazovna srednja škola koja traje četiri godine, u koju se može upisati nakon završetka osnovne škole. Svrha obrazovanja u gimnaziji je razviti kod učenika intelektualnu širinu, potrebu za novim spoznajama i djelovanjima, istraživačku radoznalost, te osposobiti ih za razložno i stvaralačko mišljenje te samostalno učenje.
Kao općeobrazovna škola gimnazija je prijelazni stupanj k profesionalnom osposobljavanju u višim i visokim školama te fakultetima, tj. ona ne osposobljava učenika za neko posebno zanimanje već ga uglavnom usmjerava na daljnje školovanje.

## Podjela
Gimnazije se dijele na opće, jezične, klasične, prirodoslovno-matematičke i prirodoslovne.
- Opća gimnazija podrazumijeva uravnotežen odnos svih općeobrazovnih nastavnih predmeta, a od drugog razreda izborna nastava je obvezni dio nastavnog plana i programa.

- Jezična gimnazija sadrži povećan broj sati učenja stranih jezika, dok u trećem i četvrtom razredu umjesto jednog od prirodoslovnih predmeta (biologija, kemija, fizika) učenici mogu birati povećane programe stranih jezika.

- Klasična gimnazija podrazumijeva učenje latinskog i grčkog tijekom sve četiri godine tri sata tjedno.

- Prirodoslovno-matematička gimnazija sadrži veći fond sati matematike, fizike i informatike tijekom sve četiri godine obrazovanja, a učenicima pruža mogućnost izbora proširenog programa matematike i informatike umjesto drugog stranog jezika.

- Prirodoslovna gimnazija temelji se na uravnoteženom odnosu matematike, kemije, fizike i biologije s posebnim naglaskom na laboratorijskim vježbama, a u okviru izbornog dijela programa učenici se mogu odlučiti za učenje drugog stranog jezika ili osnova ekologije.

## Predmeti
Obvezni predmeti u svim gimnazijama u Hrvatskoj su: hrvatski jezik, dva strana jezika (mogućnost učenja engleskog, njemačkog, talijanskog, francuskog i španjolskog jezika), latinski jezik, glazbena umjetnost, likovna umjetnost, psihologija, logika, sociologija, filozofija, povijest, geografija, matematika, fizika, kemija, biologija, informatika, politika i gospodarstvo, tjelesna i zdravstvena kultura, te vjeronauk ili etika kao izborni predmet. U klasičnim gimnazijama još se uči i grčki jezik, a u prirodoslovnim i osnove ekologije.

## Raširenost
U nekim gimnazijama nastava se odvija i na manjinskim jezicima, npr. u Gimnaziji Beli Manastir i Opštoj pravoslavnoj gimnaziji Kantakuzina Katarina Branković u Zagrebu na srpskom jeziku.
U Hrvatskoj postoji nekoliko desetaka gimnazija diljem zemlje.

## Slične stranice
Popis gimnazija u Hrvatskoj